# Erhvervsfremmestyrelsen
Erhvervsfremmestyrelsen (egen stavemåde: Erhvervsfremme Styrelsen) er en dansk styrelse under Erhvervsministeriet, der har til formål at øge dansk erhvervslivs konkurrenceevne, nationalt og internationalt.
Styrelsen blev oprettet i 1988 og hed indtil 1993 Industri- og Handelsstyrelsen. I 2001 blev den omdannet og lagt sammen med dele af By- og Boligministeriet til Erhvervs- og Byggestyrelsen. Et af styrelsens programmer er "Early Warning", som hjælper små og mellemstore virksomheder i krise.
|  | Denne artikel kan blive bedre, hvis der indsættes geografiske koordinater Denne artikel omhandler et emne, som har en geografisk lokation. Du kan hjælpe ved at indsætte koordinater i wikidata. |